# Сарапхана
Сарапхана́ (каз. Сарапхана) — село у складі Казигуртського району Туркестанської області Казахстану. Адміністративний центр Сарапхананського сільського округу.
До 1993 року село називалось Каратас. До 2019 року село називалось Шарапхана.
Населення — 4303 особи (2021; 3901 у 2009, 3897 у 1999, 3328 у 1989).